# Italia al Junior Eurovision Song Contest
L'Italia ha debuttato al Junior Eurovision Song Contest nell'edizione 2014, dopo diversi anni di trattative tra la tv di Stato e l'UER. Ha finora conquistato una vittoria e un terzo posto.

## Storia

### L'interesse della Rai
Già nel luglio 2011, dopo il ritorno all'Eurovision Song Contest, la Rai si era interessata alla competizione, trattando la partecipazione con l'Unione europea di radiodiffusione (UER). Il debutto, inizialmente previsto nel 2012, era poi fallito a causa di un ritardo nelle trattative. Nel 2013 ha debuttato San Marino, riportando la lingua italiana sul palco del Junior Eurovision, in modo del tutto indipendente dalle scelte della Rai.
L'8 luglio 2014, l'UER e la Rai hanno annunciato il debutto dell'Italia al concorso con selezione successivamente da decidere. Vladislav Jakovlev, il supervisore esecutivo della competizione, si è detto emozionato per la partecipazione dell'Italia, che con Malta, paese organizzatore in quell'anno, condivide molti fattori in comune dal punto di vista musicale.

### 2014-2019: il debutto con vittoria e i primi anni

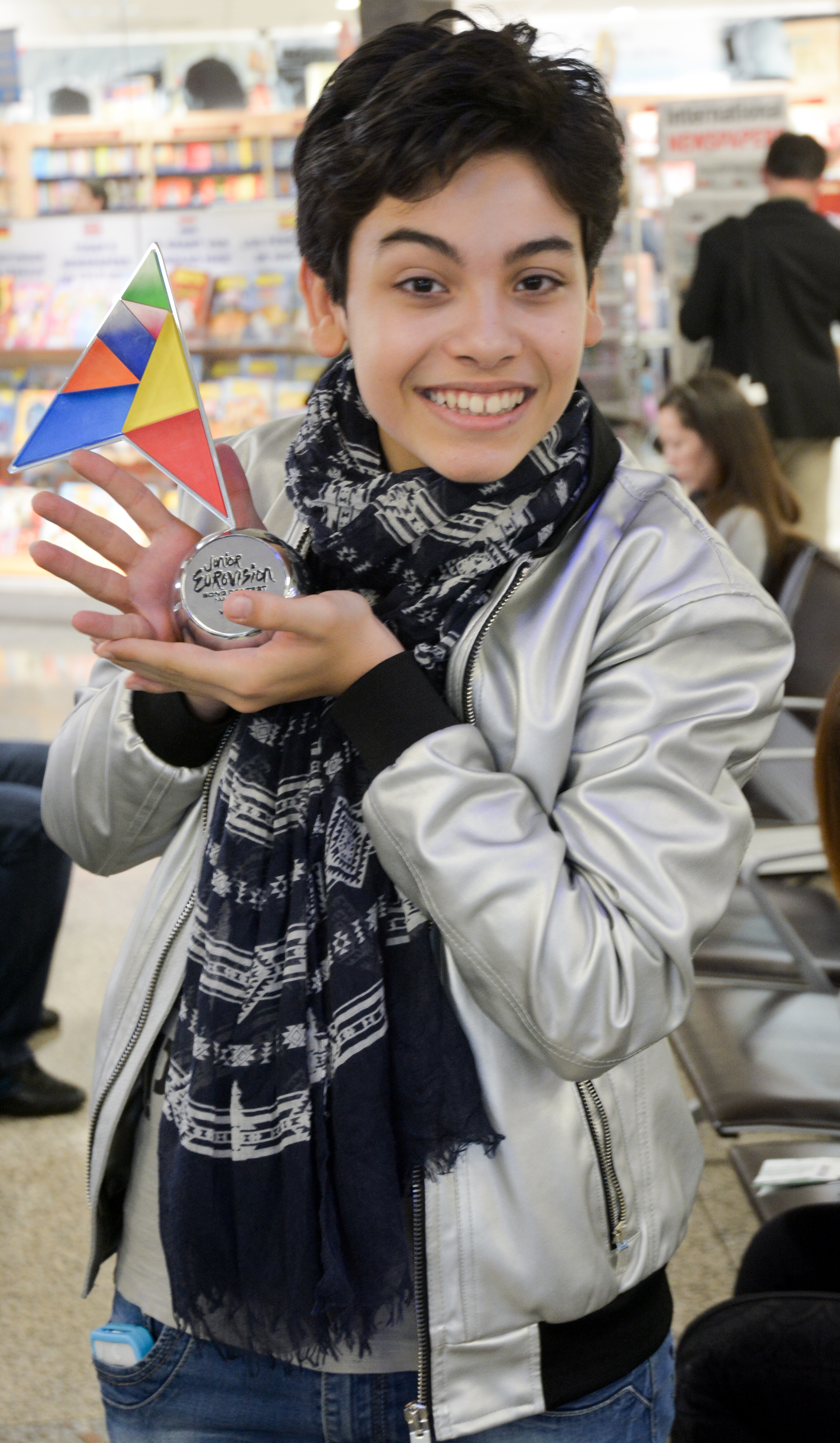
Vincenzo Cantiello all'Aeroporto Internazionale di Malta con il premio dopo la vittoria

Con l'annuncio della partecipazione italiana è stato anche confermato che la rete che avrebbe trasmesso il concorso sarebbe stata Rai Gulp, canale dedicato ai ragazzi, facente parte del bouquet di Rai Ragazzi, diretta da Massimo Liofredi.
Il 4 settembre viene confermato anche il partecipante scelto internamente: Vincenzo Cantiello, concorrente di Ti lascio una canzone, programma in cui hanno già partecipato Federica Falzon, rappresentante maltese nel 2014, Gaia Cauchi, vincitrice dell'edizione 2013, e Michele Perniola, rappresentante sammarinese nel 2013. La scelta è spettata al Maestro Leonardo De Amicis, che ha seguito Vincenzo durante il programma. Nella serata del 15 novembre, il cantante napoletano ha vinto al debutto italiano con 159 punti, distaccandosi dalla Bulgaria per 12 punti. Si tratta della prima vittoria dell'Italia in una competizione UER dal 1999 (ultima edizione di Giochi senza frontiere).
La finale è stata trasmessa sabato 15 novembre dalle 19:00 su Rai Gulp con il commento di Simone Lijoi. Antonella Clerici è stata la madrina dell'evento e ha condotto una speciale anteprima dalle 18.35 - sempre su Rai Gulp - con ospiti in studio tra cui il rapper Moreno ed i ragazzi di Ti lascio una canzone. Nei pochi break previsti dal programma, ci sono stati rapidi collegamenti in studio con la popolare conduttrice. La trasmissione dell'evento in diretta è stata seguita da 151.000 telespettatori, pari allo 0,66% di share, mentre la speciale anteprima in studio con Antonella Clerici (dalle 18:30 alle 19:00) è stata seguita da 204.000 telespettatori, con share pari all'1,20%.

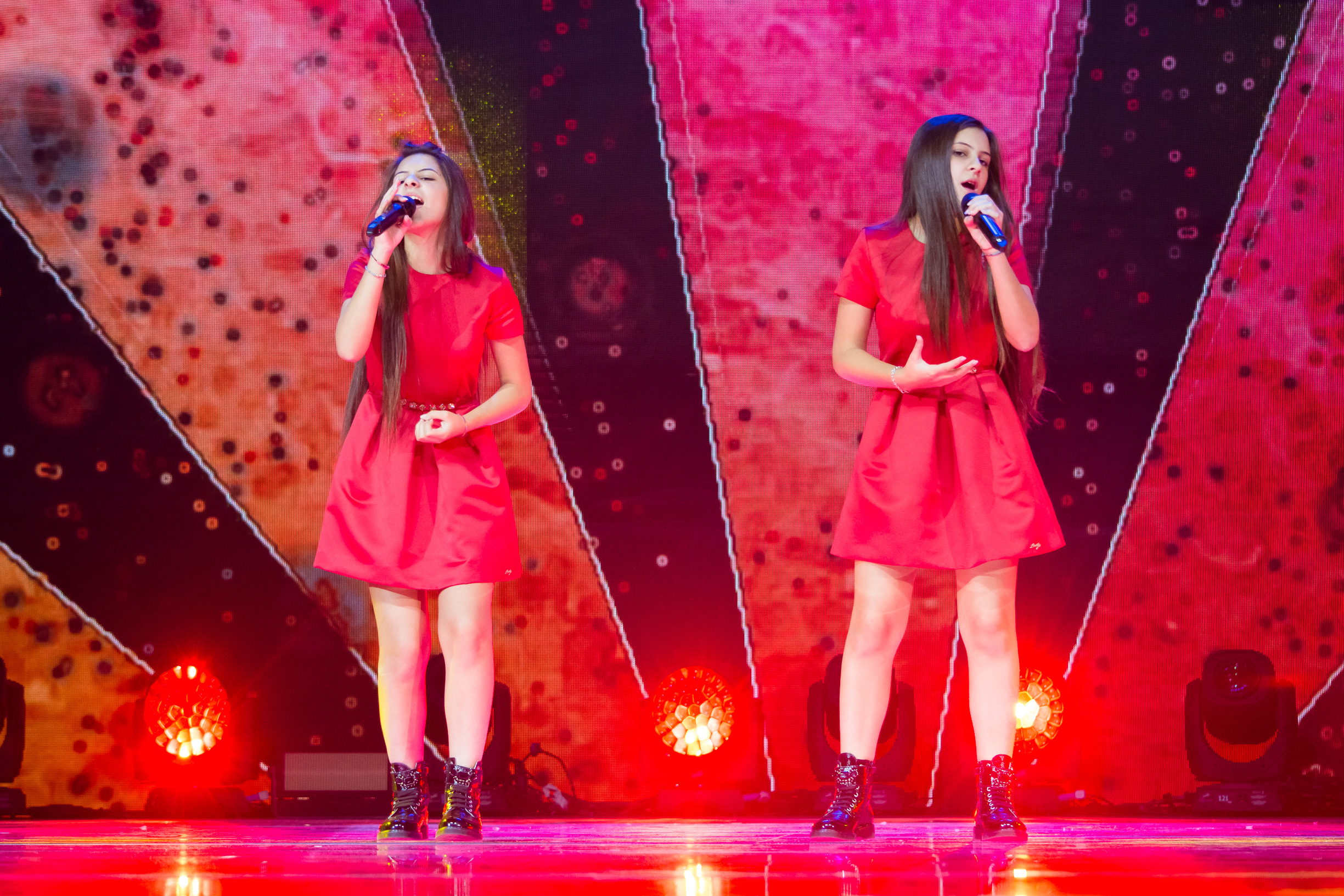
Chiara e Martina Scarpari, rappresentanti per l'Italia nel 2015 a Sofia

Il 23 giugno 2015, la Rai conferma la partecipazione all'edizione 2015, ma ha rinunciato a organizzare l'evento. Durante la prima puntata di Ti lascio una canzone, che ha funto come selezione nazionale per l'artista, sono state scelte le gemelle Chiara e Martina Scarpari, confermate nella puntata successiva come rappresentanti a causa di disguidi sul televoto. La canzone Viva è stata scritta da Gigi d'Alessio, ed è stata eseguita per la prima volta dal vivo il 7 novembre 2015. Nella serata del 22 novembre, le gemelle calabresi arrivano sedicesime con 34 punti, precedute dalla sola Macedonia.
La diretta dell'evento trasmesso è stata seguita da 80.836 telespettatori, per uno share dello 0,33%. La breve anteprima con Antonella Clerici in studio (dalle 19:25 alle 19:30) è stata seguita da 37.070 telespettatori e lo 0,15% di share.

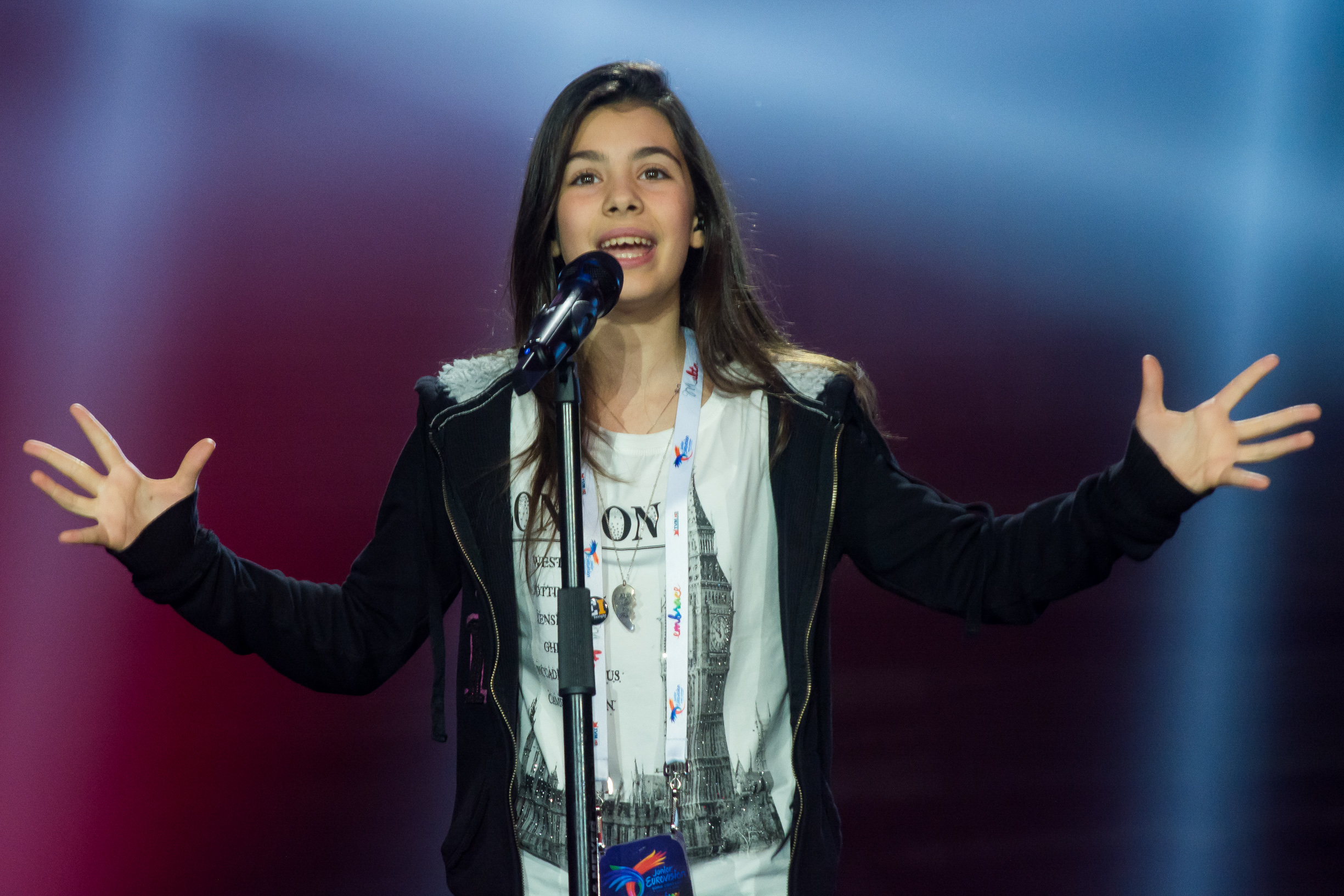
Fiamma Boccia, terza classificata nell'edizione 2016, tenutasi a La Valletta

Il 2 giugno 2016 viene confermata la presenza dell'Italia all'edizione 2016. Dopo la cancellazione di Ti lascio una canzone, la scelta del rappresentante italiano è stata fatta internamente dalla Rai ed è ricaduta su Fiamma Boccia (già presente allo Zecchino d'Oro) con la canzone Cara Mamma. L'evento si tiene a La Valletta il 20 novembre: tra le novità di questa edizione, lo spostamento della diretta alla domenica pomeriggio, l'eliminazione del televoto e la presenza di più location. Il vincitore è stato determinato da un 50% di giuria di esperti e da un 50% di una giuria composta da bambini. Nel pomeriggio del 20 novembre, Boccia si classifica al terzo posto con 209 punti, dietro soltanto all'Armenia e alla Georgia.
L'edizione 2016 registra in Italia un'audience molto bassa rispetto alle edizioni precedenti: 50.000 telespettatori sintonizzati su Rai Gulp, per uno share dello 0,31%. L'anteprima dalle 15:55 alle 16 con Simone Lijoi e Laura Carusino è stata seguita da 50.000 telespettatori con uno share dello 0,32%.
Il 26 giugno 2017, tramite il sito Eurovoix, Rai Gulp conferma per la quarta volta consecutiva la partecipazione italiana al concorso. La scelta è ricaduta su Maria Iside Fiore (già partecipante anche al Cantagiro) con la canzone Scelgo (My Choice). L'evento si tiene a Tbilisi il 26 novembre: tra le novità di questa edizione, la reintroduzione del televoto, questa volta completamente online in cui si possono votare dalle 3 alle 5 canzoni preferite, tra cui quella del proprio Paese. Il vincitore è stato determinato da un 50% di giuria di esperti e da un 50% dal televoto online. Nel pomeriggio del 26 novembre, la giovane ligure si classifica all'undicesimo posto con 86 punti, ad un passo fuori dalla Top 10.
L'edizione 2017 continua a registrare un'audience relativamente bassa: 37.000 ascoltatori e lo 0,23% di share, L'anteprima dalle 15:30 alle 16 condotta da Laura Carusino e Mario Acampa, è stata seguita da 24.000 telespettatori con lo 0,14% di share.

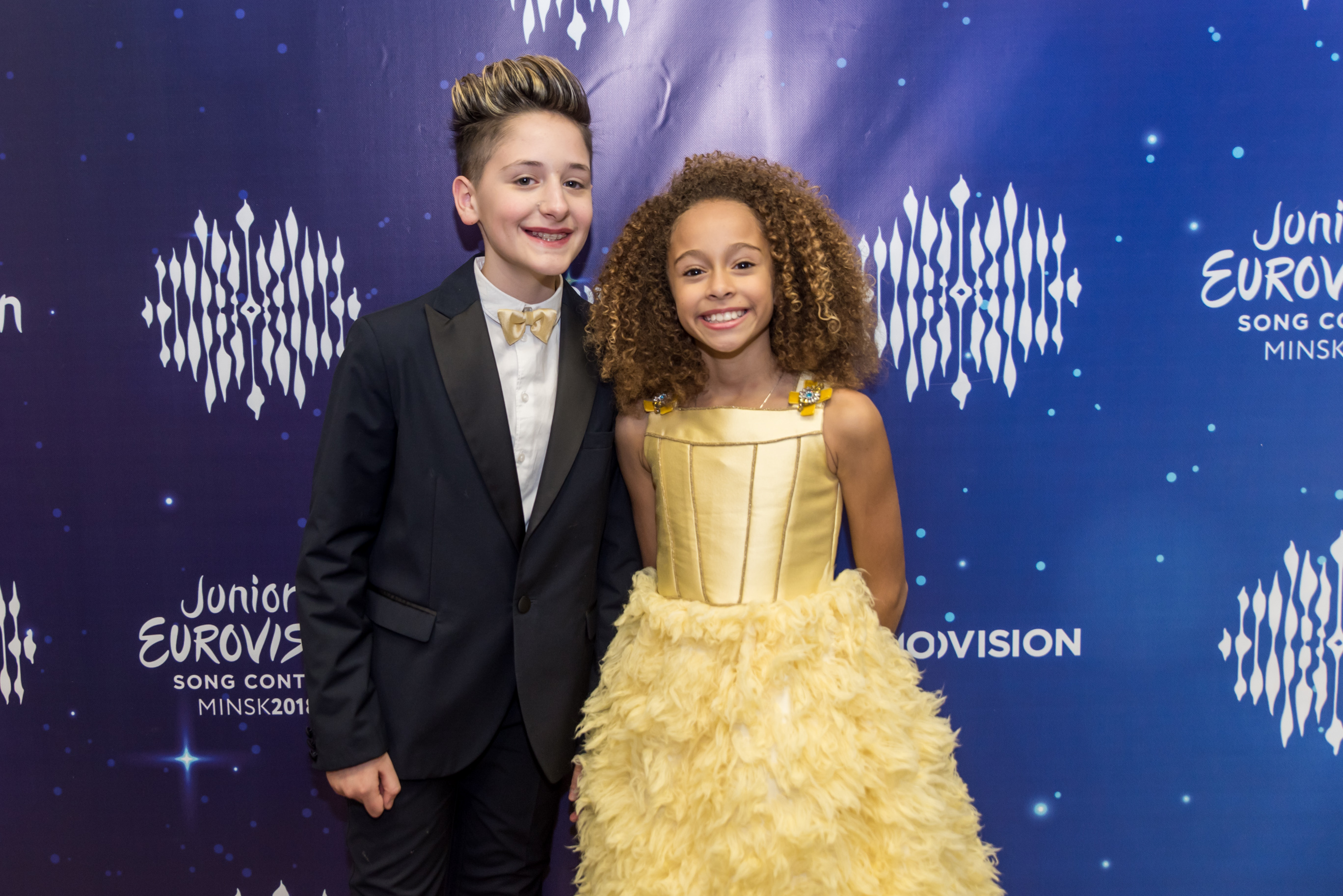
Melissa Di Pasca e Marco Boni, settimi classificati al Junior Eurovision Song Contest 2018

Il 26 giugno 2018, tramite il sito Eurovoix, come accadde nell'anno precedente, Rai Gulp conferma la partecipazione. La scelta è ricaduta sul duo composto da Melissa Di Pasca e Marco Boni con la canzone What Is Love, brano che contiene l'arrangiamento musicale del maestro Beppe Vessicchio. L'evento si tiene a Minsk il 25 novembre: rimane invariato il sistema di votazione online in cui si possono votare dalle 3 alle 5 canzoni preferite, tra cui quella del proprio Paese. Il vincitore è stato determinato da un 50% di giuria di esperti e da un 50% dal televoto online. L'Italia chiude in settima posizione. L'ascolto su Rai Gulp si conferma molto basso: 34.300 di audience e 0,2% di share.
Il 16 luglio 2019, viene confermata la sesta partecipazione al concorso. La scelta è ricaduta sulla torinese Marta Viola con il brano a tema ecologico-ambientale La voce della terra, brano che contiene le parole di Franco Fasano e Marco Iardella. L'evento si tiene a Gliwice il 24 novembre: rimane invariato il sistema di votazione online, utilizzato negli anni precedenti, in cui si possono votare dalle 3 alle 5 canzoni preferite, tra cui quella del proprio Paese. Il vincitore è stato determinato da un 50% di giuria di esperti e da un 50% dal televoto online. L'Italia chiude nuovamente al settimo posto. In crescita gli ascolti rispetto alle due precedenti edizioni, con una media di 42.000 telespettatori su Rai Gulp e 302.000 contatti unici.

### 2020-presente: il cambio di canale televisivo
Nel 2020 la Rai decide di non partecipare per motivi legati alla pandemia di COVID-19.
La decisione di non partecipare al concorso canoro viene inizialmente confermata anche per l'anno seguente; tuttavia, il successivo 30 agosto, viene comunicata la partecipazione all'edizione 2021 a Parigi. La scelta dell'interprete è ricaduta sulla adrense Elisabetta Lizza con il brano Specchio (Mirror on the Wall), che è stato presentato il 12 novembre 2021. L'Italia chiude al decimo posto, raggiungendo per la terza volta consecutiva la top ten. L'edizione 2021 registra l'ascolto più basso di sempre: 15.112 telespettatori, per uno share dello 0,10%.
Il 28 giugno 2022, con la pubblicazione dei palinsesti per la stagione 2022-23, viene confermata la partecipazione dell'Italia all'edizione 2022 ad Erevan. Durante la presentazione dei palinsesti viene inoltre annunciato lo spostamento della trasmissione del concorso da Rai Gulp a Rai 1, citando la nuova suddivisione dei palinsesti per tematiche e non più per singole reti televisive attuata dalla Rai nonché la volontà di dare maggiore spazio alle kermesse. La scelta dell'interprete è ricaduta sulla vicentina Chanel Dilecta con il brano Bla bla bla, che è stato presentato il 10 novembre 2022. Alla manifestazione canora il brano chiude all'undicesimo posto, a pari merito con la Polonia, con 95 punti totali. Il cambio di canale ha influenzato molto i dati di ascolto della trasmissione: l'edizione, con il commento di Mario Acampa e Francesca Fialdini (affiancati da Gigliola Cinquetti, Rosanna Vaudetti e gli Eugenio in Via Di Gioia), ha infatti registrato come prevedibile l'ascolto più alto nella storia della partecipazione italiana, con una media di 1.523.000 telespettatori e l'11,7% di share.
Il 16 maggio 2023, la Rai conferma la partecipazione italiana all'edizione 2023 che si è tenuta a Nizza. Il successivo 7 luglio, durante la presentazione dei palinsesti per la stagione 2023-2024, è stato annunciato che il concorso sarebbe stato trasmesso su Rai 2 (poi riportato su Rai 1 a causa della fase finale della Coppa Davis 2023 che ha visto l'Italia in gara) sempre con il commento di Mario Acampa. La scelta è ricaduta sul duo inedito composto dalla maceratese Melissa Agliottone e dalla bergamasca Ranya Moufidi, entrambe note per la loro partecipazione alla prima edizione di The Voice Kids. Il loro brano dal titolo Un mondo giusto, che contiene le parole di Franco Fasano, è stato presentato il 12 ottobre 2023. La coincidenza con la Coppa Davis ha portato a un calo di ascolti rispetto all'anno precedente, poco più di un milione e 7,1% di share.
Il 22 dicembre 2023, durante la finale della seconda edizione di The Voice Kids, la presentatrice Antonella Clerici ha confermato la partecipazione italiana all'edizione 2024, annunciando anche che il vincitore del talent, che si è rivelato essere il rozzanese Simone Grande, sarebbe stato designato come rappresentante nazionale alla manifestazione canora. La notizia però non è stata del tutto ufficializzata; infatti, il 19 luglio 2024, con la pubblicazione dei palinsesti per la stagione 2024-25, viene annunciato che il nome del rappresentante italiano sarebbe annunciato nel mese di settembre, confermando anche che il rappresentante sarebbe stato uno dei quattro finalisti in gara alla seconda edizione di The Voice Kids. Il 19 settembre successivo, viene ufficialmente confermata la scelta di Simone Grande come rappresentate nazionale con il brano Pigiama party. All'evento, che si è svolto il successivo 16 novembre alla Caja Mágica, Grande si è piazzato al 9° posto, riportando alla nazione, la top 10.

## Partecipazioni
- Primo posto
- Secondo posto
- Terzo posto
- Ultimo posto

| Anno                            | Artista            | Canzone                       | Lingua            | Posizione | Posizione |
| Anno                            | Artista            | Canzone                       | Lingua            | Finale    | Punti     |
| ------------------------------- | ------------------ | ----------------------------- | ----------------- | --------- | --------- |
| 2014                            | Vincenzo Cantiello | Tu primo grande amore         | Italiano, inglese | 1º        | 159       |
| 2015                            | Chiara & Martina   | Viva                          | Italiano, inglese | 16º       | 34        |
| 2016                            | Fiamma Boccia      | Cara mamma (Dear Mom)         | Italiano, inglese | 3º        | 209       |
| 2017                            | Maria Iside Fiore  | Scelgo (My Choice)            | Italiano, inglese | 11º       | 86        |
| 2018                            | Melissa & Marco    | What Is Love                  | Italiano, inglese | 7º        | 151       |
| 2019                            | Marta Viola        | La voce della terra           | Italiano, inglese | 7º        | 129       |
| Nessuna partecipazione nel 2020 |                    |                               |                   |           |           |
| 2021                            | Elisabetta Lizza   | Specchio (Mirror on the Wall) | Italiano, inglese | 10º       | 107       |
| 2022                            | Chanel Dilecta     | Bla bla bla                   | Italiano, inglese | 11º       | 95        |
| 2023                            | Melissa & Ranya    | Un mondo giusto               | Italiano, inglese | 11º       | 81        |
| 2024                            | Simone Grande      | Pigiama party                 | Italiano, inglese | 9º        | 98        |
| 2025                            |                    |                               |                   |           |           |

## Commentatori e portavoce

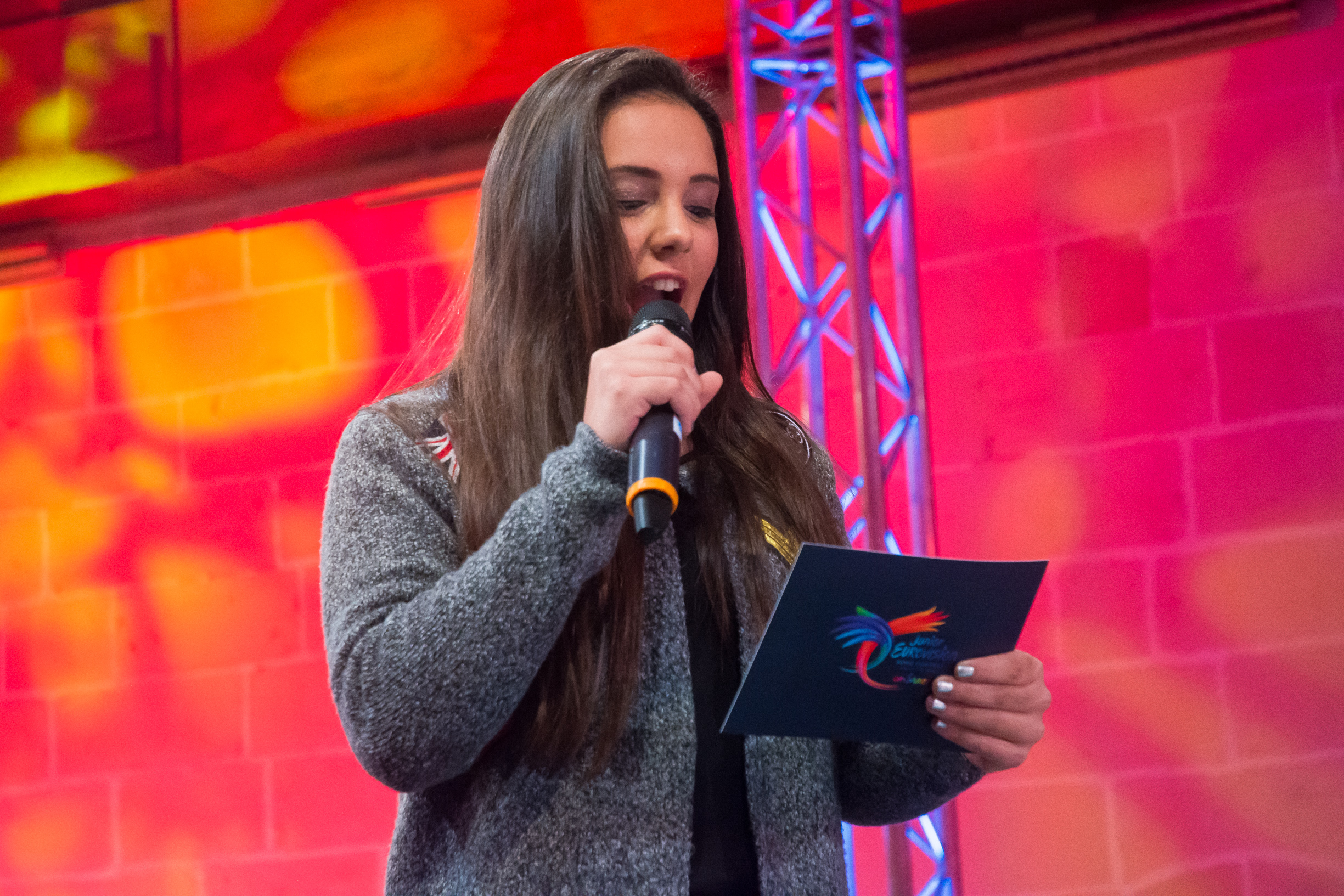
Jade Scicluna, portavoce per l'Italia nel 2016

| Anno | Commentatore/i       | Commentatore/i         | Commentatore/i         | Portavoce            |
| ---- | -------------------- | ---------------------- | ---------------------- | -------------------- |
| 2014 | Simone Lijoi         | Antonella Clerici      | Antonella Clerici      | Geordie              |
| 2015 | Simone Lijoi         | Simone Lijoi           | Simone Lijoi           | Vincenzo Cantiello   |
| 2016 | Simone Lijoi         | Laura Carusino Vignera | Laura Carusino Vignera | Jade Scicluna        |
| 2017 | Mario Acampa         | Laura Carusino Vignera | Laura Carusino Vignera | Sofia Bartoli        |
| 2018 | Mario Acampa         | Federica Carta         | Federica Carta         | Jan Musvidas         |
| 2019 | Mario Acampa         | Alexia Rizzardi        | Alexia Rizzardi        | Maria Iside Fiore    |
| 2020 | Nessuna trasmissione | Nessuna trasmissione   | Nessuna trasmissione   | Nessuna trasmissione |
| 2021 | Mario Acampa         | Marta Viola            | Giorgia Boni           | Céleste              |
| 2022 | Mario Acampa         | Francesca Fialdini     | Rosanna Vaudetti       | Vincenzo Cantiello   |
| 2023 | Mario Acampa         | Mario Acampa           | Mario Acampa           | Julia Wazne          |
| 2024 | Mario Acampa         | Simone Barlaam         | Kaze                   | Nessuna informazione |

## Ascolti
| Anno | Data             | Rete                 | Telespettatori       | Share                | Note                 |
| ---- | ---------------- | -------------------- | -------------------- | -------------------- | -------------------- |
| 2014 | 15 novembre 2014 | Rai Gulp             | 151 000              | 0,66%                | [ 5 ]                |
| 2015 | 21 novembre 2015 | Rai Gulp             | 80 800               | 0,33%                | [ 6 ]                |
| 2016 | 20 novembre 2016 | Rai Gulp             | 50 000               | 0,31%                | [ 9 ]                |
| 2017 | 26 novembre 2017 | Rai Gulp             | 37 000               | 0,23%                | [ 15 ]               |
| 2018 | 25 novembre 2018 | Rai Gulp             | 34 300               | 0,21%                | [ 18 ]               |
| 2019 | 24 novembre 2019 | Rai Gulp             | 42 000               | 0,25%                | [ 21 ]               |
| 2020 | 29 novembre 2020 | Nessuna trasmissione | Nessuna trasmissione | Nessuna trasmissione | Nessuna trasmissione |
| 2021 | 19 dicembre 2021 | Rai Gulp             | 15 112               | 0,10%                | [ 26 ]               |
| 2022 | 11 dicembre 2022 | Rai 1                | 1 523 000            | 11,70%               | [ 30 ]               |
| 2023 | 26 novembre 2023 | Rai 1                | 1 025 000            | 7,1%                 | [ 35 ]               |
| 2024 | 16 novembre 2024 | Rai 2                | 283 000              | 1,9%                 | [ 40 ]               |

## Storia delle votazioni
Al 2023, le votazioni dell'Italia sono state le seguenti: 
Punti dati
| Posizione | Stato                      | Punti |
| --------- | -------------------------- | ----- |
| 1         | Malta                      | 60    |
| 2         | Georgia                    | 39    |
| 3         | Bulgaria Albania Australia | 35    |

Punti ricevuti
| Posizione | Stato   | Punti |
| --------- | ------- | ----- |
| 1         | Georgia | 59    |
| 2         | Irlanda | 45    |
| 3         | Malta   | 42    |
| 4         | Serbia  | 37    |
| 5         | Albania | 34    |